# Vistrorio
Vistrorio é uma comuna italiana da região do Piemonte, província de Turim, com cerca de 496 habitantes. Estende-se por uma área de 4 km², tendo uma densidade populacional de 124 hab/km². Faz fronteira com Alice Superiore, Rueglio, Issiglio, Lugnacco, Pecco, Pecco, Castelnuovo Nigra, Vidracco, Quagliuzzo, Strambinello, Baldissero Canavese.

## Demografia
| Variação demográfica do município entre 1861 e 2011                               |
|                                                                                   |
| Fonte: Istituto Nazionale di Statistica (ISTAT) - Elaboração gráfica da Wikipedia |